# Ufeus coloradica
Ufeus coloradica är en fjärilsart som beskrevs av Embrik Strand 1921. Ufeus coloradica ingår i släktet Ufeus och familjen nattflyn. Inga underarter finns listade i Catalogue of Life.